# Heimatmuseum Seckbach

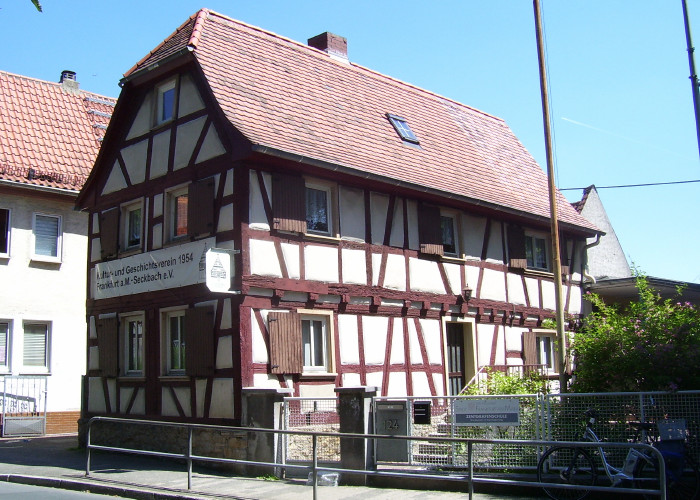
Heimatmuseum Seckbach im ehemaligen Haus des Pedells der Neuen Schule Seckbachs (heute: Zentgrafenschule), 2009

Das Heimatmuseum Seckbach ist ein Museum in Frankfurt am Main, das mit Unterstützung des Instituts für Stadtgeschichte der Stadt Frankfurt am Main im Stadtteil Seckbach eingerichtet wurde.

## Allgemeines
Das am 24. Januar 2004 eröffnete Haus wird durch den Kultur- und Geschichtsverein 1954 Frankfurt a. M.-Seckbach e. V. getragen. Es ist im ehemaligen Pedellhaus der Neuen Schule (heute: Zentgrafenschule) untergebracht, einem Fachwerkhaus auf dem Schulgelände, das der Wilhelmshöher Straße zugewandt ist. Schräg gegenüber liegen die Marienkirche (1710) und das historische Lutherische Schulhaus (1709).
Da der Verein schon seit Jahren die obere Etage dieses Hauses als Archiv- und Arbeitsraum genutzt hatte, erschien es naheliegend, die Räumlichkeiten des Erdgeschosses als Ausstellungsfläche zu nutzen und das Gebäude als Heimatmuseum Seckbachs. Mit Unterstützung des zuständigen Ortsbeirates wurde Ende des Jahres 2002 ein entsprechendes Vertragswerk mit der Stadt Frankfurt am Main unterzeichnet. Dieses sieht vor, dass der Seckbacher Kultur- und Geschichtsverein das gesamte Pedellhaus nutzen kann.
Mit Unterstützung des Frankfurter Institutes für Stadtgeschichte wurde im Jahr 2003 ein Konzept für die zukünftige Nutzung des Gebäudes als Heimatmuseum Seckbach erarbeitet. Die Renovierung und Modernisierung der Räume sowie von Teilen des Mobiliars wurden durch eine Vielzahl von Eigenleistungen der Vereinsmitglieder erbracht, wobei deren berufliche Qualifikationen genutzt werden konnten. Die Kosten für diese Maßnahmen konnten daher deutlich reduziert werden.
Anlässlich der Eröffnungsausstellung erhielten die Besucher Einblick in die Entwicklung Seckbachs in der Zeit von 880 bis 1918, von der ersten urkundlichen Erwähnung des Ortes Seckibah durch Ludwig den Jüngeren, eines Urenkels Karls des Großen, bis zum Ende des Ersten Weltkrieges.
Die zahlreichen Exponate dieser Ausstellung wurden ab September 2005 um die Zeitspanne des 20. Jahrhunderts mit der Ausstellung Seckbach – Vom Dorf zum Stadtteil ergänzt.
Dem jahrhundertealten Broterwerb der meisten Seckbacher ist die seit dem 15. März 2009 zugängliche Ausstellung über die Landwirtschaft des Ortes gewidmet. Sie enthält auch zahlreiche Hinweise über den örtlichen Weinbau, der bereits anlässlich der zweiten urkundlichen Erwähnung im Jahr 882 Erwähnung fand, im 9. Jahrhundert also erstmals belegt wurde. Der Weinbau ging später in den Besitz des Frankfurter Karmeliterklosters über, wurde im Jahr 1803 jedoch säkularisiert und der Stadt Frankfurt am Main überschrieben. Diese nutzt heute den 1924 gemeinsam mit dem Lohrpark auf dem Lohrberg angelegten Rheingau-Weinberg Lohrberger Hang, den letzten verbliebenen Weinberg auf dem Frankfurter Stadtgebiet.
Der Kultur- und Geschichtsverein 1954 Frankfurt a. M.-Seckbach e. V. wird von derzeit rund 175 Mitgliedern sowie Spendern unterstützt. Es werden Vortragsreihen und Exkursionen angeboten. Zudem beteiligt sich der Verein mit Info-Ständen an lokalen Open-Air-Events. Der Seckbacher Kultur- und Geschichtsverein unterhält zwei Arbeitsgemeinschaften, die AG Heimatforschung und die AG Kultur. Zweimal jährlich gibt der Verein ein Informationsblatt heraus, das über die Website des Vereins auch als PDF-Datei heruntergeladen werden kann.
Aus dem Nachlass Seckbacher Bürger gehen dem Verein regelmäßig Unterlagen aus der historischen Entwicklung des Ortes bzw. Stadtteils zu, so Fotografien, Tagebuchaufzeichnungen, Zeichnungen, Gemälde, Dokumente und sogar Unikate wie historische Gemarkungspläne.

## Ausstellungen
- Seckbach von 1880 bis 1918
- Seckbach – Vom Dorf zum Stadtteil[5]
- Landwirtschaft in Seckbach[6]
- Fotoausstellung zur Eingemeindung Seckbachs im Jahr 1900

## Verkehrsanbindung
Da Parkplätze im Seckbacher Ortskern selten sind, wird die Benutzung öffentlicher Verkehrsmittel empfohlen. Das Heimatmuseum Seckbach in der Wilhelmshöher Straße 124 ist mit einer RMV-Buslinie zu erreichen. Das Gebäude liegt an der Haltestelle Zentgrafenschule.